# Tetragnatha limu
Tetragnatha limu là một loài nhện trong họ Tetragnathidae.
Loài này thuộc chi Tetragnatha. Tetragnatha limu được miêu tả năm 2003 bởi Gillespie.